# Linimo
Linimo  (リ ニ モ Rinimo), formalmente la Línea Aichi Kyuryo de Tránsito de Alta Velocidad de Aichi (愛 知 高速 交通 東部 丘陵 線 Aichi Kōsoku Kōtsū Tōbu Kyūryō-sen) es una línea de tren de levitación magnética en la Prefectura de Aichi, Japón, cerca de la ciudad de Nagoya. Aunque se construyó principalmente para servir en el recinto ferial de Expo 2005, la línea ahora opera para servir a la comunidad local.
Linimo es propiedad y está operado por Aichi Rapid Transit Co., Ltd. (愛 知 高速 交通 株式会社 Aichi Kōsoku Kōtsū Kabushiki Gaisha) y es el primer maglev comercial en Japón en utilizar la tecnología de tipo High Speed Surface Transport (HSST). También es el primer maglev urbano comercial no tripulado del mundo. Hay algunas fuentes que describen ambiguamente "no tripulado" como "automatizado" o ignoran la condición al hacer tal afirmación. Linimo es el cuarto maglev urbano comercial operado en el mundo, precedido por el Birmingham Maglev (1984-1995), el M-Bahn de Berlín (1989-1991) y el Shanghai Maglev (inaugurado en 2004).

## Especificaciones
El tren de levitación magnética de motor lineal tiene una velocidad máxima de 100 kilómetros por hora (62 mph), flota 8 milímetros (0.31 pulg.) sobre la vía cuando está en movimiento, y no está pensado como una alternativa a los sistemas de metro convencionales ni a la alta velocidad.

## Operación
La línea cuenta con nueve estaciones y tiene 8,9 kilómetros de largo, con un radio mínimo de operación de 75 metros y una pendiente máxima del 6%. La línea utiliza el control automático de trenes (ATC) y la operación automática de trenes (ATO).